# Caetano Izzo
Caetano Izzo (ur. 11 maja 1897 w São Paulo, zm. 27 maja 1973 w Marília) – piłkarz brazylijski grający na pozycji ofensywnego pomocnika.

## Kariera klubowa
Caetano Izzo rozpoczął karierę piłkarską w klubie Rueggerone São Paulo, w którym grał w latach 1914–1916. W latach 1917–1921 grał w Palestra Itália. Z Palestra Itália zdobył mistrzostwo Stanu São Paulo – Campeonato Paulista w 1920 roku. Następnym jego klubem było São Bento, gdzie grał w latach 1922–1923. Ostatnie trzy lata kariery spędził w Maranhão, w którym zakończył karierę w 1926 roku.

## Kariera reprezentacyjna
Caetano Izzo wziął udział w turnieju Copa América 1917, czyli drugich w dziejach oficjalnych mistrzostwach kontynentalnych. Brazylia zajęła trzecie miejsce, a Caetano Izzo zagrał we wszystkich meczach z reprezentacją Argentyny, reprezentacją Urugwaju, reprezentacją Chile, w którym zdobył dwie bramki. Był to jego jedyne występy w reprezentacji Brazylii.